# Aventurile lui Arthur Gordon Pym
Aventurile lui Arthur Gordon Pym (în engleză The Narrative of Arthur Gordon Pym of Nantucket) este un roman de aventuri scris de Edgar Allan Poe și publicat în 1837. El este singurul roman complet scris de Edgar Allan Poe. Această operă literară relatează povestea tânărului Arthur Gordon Pym, care a călătorit la bordul balenierei Grampus. În cursul călătoriei, Pym trece prin diverse aventuri și întâmplări tragice, inclusiv naufragiu, revoltă și canibalism, înainte de a fi salvat de echipajul lui Jane Guy. La bordul acestei nave, Pym și un marinar pe nume Dirk Peters își continuă aventurile lor pe mările sudului. Ajunși pe o insulă, ei întâlnesc băștinași ostili cu pielea neagră înainte de a fugi înapoi pe ocean. Romanul se termină brusc, cu Pym și Peters continuându-și drumul spre Polul Sud.
Povestea începe ca o aventură destul de convențională pe mare, dar devine din ce în ce mai ciudată și mai greu de clasificat. Poe, care intenționa să prezinte o poveste realistă, a fost inspirat din mai multe relatări ale călătoriilor pe mare, a împrumutat mult de la Jeremiah N. Reynolds și s-a referit la Teoria Pământului Gol. El s-a inspirat și din experiențele sale proprii pe mare. Analizele romanului se concentrează adesea pe elementele potențial autobiografice, precum și pe sugestiile de rasism și de simbolism în rândurile finale ale operei literare.
Dificultățile în obținerea unui succes literar timpuriu în cariera sa de autor de proză scurtă l-a inspirat pe Poe să scrie o operă literară mai lungă. Câteva episoade serializate din Aventurile lui Arthur Gordon Pym au fost publicate mai întâi în Southern Literary Messenger, fără a fi finalizate vreodată. Romanul a fost publicat integral în iulie 1838, în două volume. Unii critici au făcut comentarii negative față de această operă literară, considerând-o prea înspăimântătoare și o plagiere în cantități mari din alte lucrări, în timp ce alții au lăudat aventurile sale extraordinare. Poe însuși a numit-o mai târziu „o carte foarte proastă”. Cu toate acestea, Aventurile lui Arthur Gordon Pym a devenit o lucrare importantă, influențând în special operele lui Herman Melville și Jules Verne.

## Rezumat
Romanul cuprinde o prefață, 25 de capitole și o postfață, cu un total de aproximativ 72.000 de cuvinte.

### La bordul vasuluiAriel(Capitolul I)

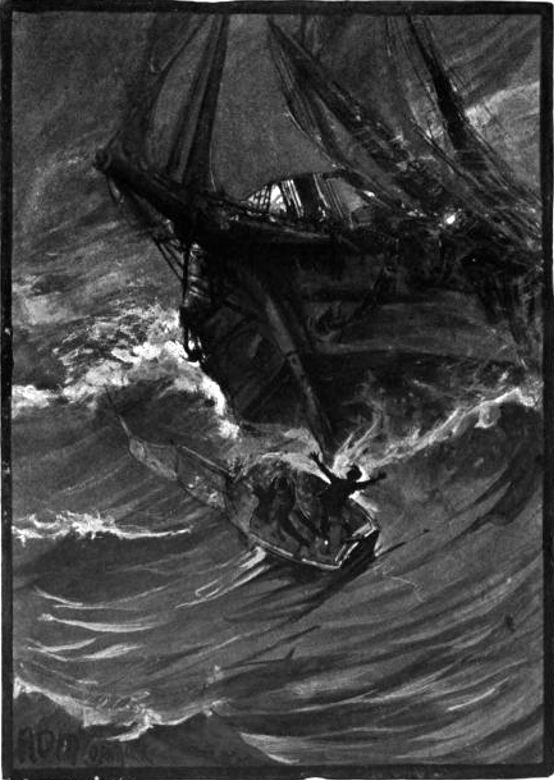
Prima secțiune a romanului prezintă distrugerea micii ambarcațiuni a lui Pym.

Arthur Gordon Pym s-a născut pe insula Nantucket, renumită pentru portul său pescăresc și pescuirea de balene. Cel mai bun prieten al său, Augustus Barnard, este fiul căpitanului unei baleniere (navă de pescuit balene). Într-o noapte, cei doi băieți se îmbată și decid, la propunerea lui Augustus, să profite de briză și să navigheze pe mica ambarcațiune a lui Pym, Ariel. Briza se dovedește totuși a fi un început de furtună violentă. Situația devine critică atunci când Augustus adoarme din cauza stării de ebrietate, iar neexperimentatul Pym trebuie să preia controlul ambarcațiunii. Ariel este salvat de Penguin, o balenieră ce se întorcea în port. Împotriva voinței căpitanului, echipajul de pe Penguin se întoarce pentru a-i căuta și salva pe Augustus și pe Pym. După ce tinerii ajung în siguranță înapoi pe pământ, ei decid să păstreze această întâmplare secretă față de părinții lor.

### La bordul vasuluiGrampus(capitolele II – XIII)
Prima sa aventură pe ocean nu îl descurajează pe Pym să dorească să navigheze din nou; mai mult, imaginația lui este stârnită de acea experiență. Interesul lui este în continuare alimentat de poveștile de viață marinărească pe care i le spune prietenul său. Pym decide să-l urmeze pe Augustus ca pasager clandestin la bordul lui Grampus, o balenieră condusă de tatăl lui Augustus care urma să călătorească pe mările sudice. În iunie 1827 cei doi băieți urcă la bordul navei, iar Augustus îl ajută pe Arthur să pregătească o ascunzătoare în cală, îmbarcându-l și pe Tiger, câinele credincios al lui Pym. Augustus promite să-și aprovizioneze prietenul cu apă și alimente, până când corabia va fi prea departe de țărm pentru a se mai întoarce, moment în care Pym va ieși din ascunzătoare. 
Din cauza atmosferei înăbușitoare și a faptului că stătea înghesuit în întunericul din cală, starea lui Pym începe să se degradeze, făcându-l să aibă deliruri. El nu poate să comunice cu Augustus, nu reușește să obțină proviziile promise, astfel că își termină provizia de apă. În cursul calvarului său, el descoperă o scrisoare scrisă cu sânge atașată de zgarda câinelui său, Tiger, în care Pym era avertizat să rămână ascuns, viața lui depinzând de acest lucru.
Augustus reușește în cele din urmă să-l elibereze pe Arthur, explicând mesajul misterios, ca și întârzierea lui în reluarea legăturilor cu prietenul său: o revoltă a izbucnit la bordul balenierei. O parte a echipajului a fost masacrată de răsculați, în timp ce un alt grup, inclusiv tatăl lui Augustus, a fost coborât într-o barcă mică ce a fost lăsată să plutească în derivă pe ocean. Augustus a supraviețuit pentru că s-a împrietenit cu unul dintre răsculați, Dirk Peters, care regreta acum că a luat parte la revoltă.
Peters, Pym și Augustus pun la cale un plan pentru a prelua controlul asupra navei: Pym, a cărui prezență nu este cunoscută de răsculați, va aștepta o furtună și apoi se va îmbrăca în hainele unui marinar mort recent, deghizându-se ca o fantomă. În confuzia creată ca urmare a superstiției marinarilor, Peters și Augustus, ajutați de Tiger, vor prelua din nou controlul asupra navei. Totul merge conform planului, iar în curând cei trei bărbați devin stăpânii navei Grampus: toți răsculații sunt uciși sau aruncați peste bord cu excepția unuia, Richard Parker, pe care îl cruță pentru a-i ajuta să manevreze nava.

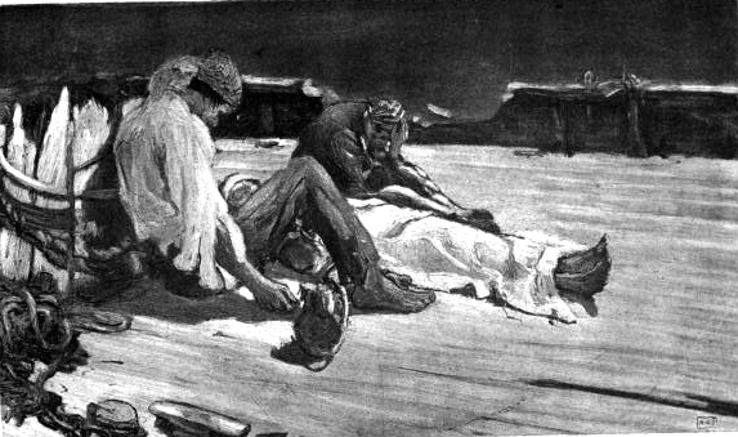
Ilustrație a morții lui Augustus realizată de Albert Edward Sterner, 1895

Furtuna crește în intensitate, rupând catargul, sfâșiind velele și inundând cala. Toți patru reușesc să supraviețuiască prin legarea lor de cabestan. Pe măsură ce furtuna încetează, ei se găsesc în condiții de siguranță pentru moment, dar fără provizii. În următoarele zile, oamenii se confruntă cu pericolul de a muri de foame și de sete.
Ei zăresc o navă olandeză care se deplasează haotic, cu un marinar pe punte care rânjește, dând din cap în semn de salut. Încântați la început de perspectiva salvării din necazuri, ei devin rapid îngroziți când nava se apropie, aceasta având un miros îngrozitor. Ei își dau seama în curând că marinarul aparent vesel este, de fapt, un cadavru proptit în balustrada navei, rânjetul datorându-i-se faptului că fața sa era parțial descompusă deoarece un pescăruș se hrănea cu carnea de pe ea. În timp ce nava trece pe lângă ei, devine clar faptul că toți ocupanții navei sunt cadavre aflate în stare de putrefacție.
Pe măsură ce timpul trece, fără a se vedea pământ sau o altă navă, Parker sugerează că unul dintre ei ar trebui să fie omorât ca hrană pentru ceilalți. Ei trag la sorți după obiceiul marinăresc și Parker este sacrificat. Acest lucru le oferă celorlalți o amânare, dar Augustus moare în curând din cauza rănilor suferite atunci când au recuperat controlul asupra navei Grampus și mai multe furtuni se abat asupra navei deja grav avariate. Pym și Peters stau pe corpul navei răsturnate și sunt aproape de moarte atunci când ei sunt salvați de Jane Guy, o navă din Liverpool.

### La bordul vasuluiJane Guy(capitolele XIV – XX)
Pym și Peters devin membri ai echipajului și se alătură navei Jane Guy în expediția sa de vânătoare și de explorare a oceanelor sudice. Pym studiază insulele din jurul Capului Bunei Speranțe, devenind interesat de structurile sociale ale pinguinilor, albatroșilor și altor păsări de mare. La îndemnul său, căpitanul este de acord să navigheze mai la sud spre regiunile antarctice neexplorate.
Nava traversează o barieră de gheață și ajunge în largul mării, aproape de Polul Sud, dar unde era o climă blândă. Aici, Jane Guy ajunge la o insulă misterioasă numită Tsalal, locuită de un trib de negri aparent prietenoși, condus de un șef pe nume Too-Wit. Culoarea albă este străină locuitorilor insulei și îi neliniștește, pentru că acolo nu există nimic de acea culoare. Chiar și dinții localnicilor sunt negri. Insula este, de asemenea, adăpostul mai multor specii nedescoperite de floră și faună. Chiar și apa este diferită de apa din alte părți, fiind ciudat de groasă și având vene multicolore.
Relația localnicilor cu marinarii este inițial cordială, așa că Too-Wit și căpitanul navei încep să facă negoț. Prietenia lor, cu toate acestea, se dovedește a fi un șiretlic și în ajunul propus al plecării navei localnicii prind echipajul într-o ambuscadă organizată într-un defileu îngust. Toată lumea, cu excepția lui Pym și Peters, este sacrificată, iar corabia Jane Guy este ocupată și incendiată de tribul răuvoitor.

### Tsalal și mai la sud (capitolele XXI – XXV)

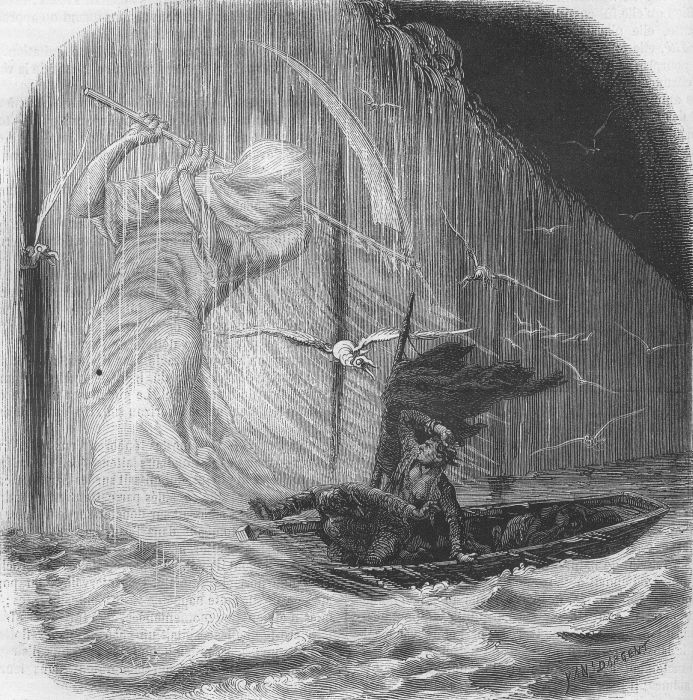
Ilustrație din 1864 realizată de Yan' Dargent

Pym și Peters se ascund în munții care înconjurau locul ambuscadei. Ei descoperă un labirint de pasaje pe dealuri cu semne ciudate pe pereți și nu sunt de acord între ei dacă acestea se datorează unor cauze naturale sau artificiale. Confruntându-se cu o penurie de alimente, ei alergă disperați și fură o pirogă de la localnici, reușind cu greu să scape de pe insulă și luând un localnic ca prizonier.
Barca mică se strecoară mai departe spre sud pe un curent de apă din ce în ce mai cald, care a devenit de culoare alb lăptos. După mai multe zile, ei se confruntă cu o ploaie de cenușă și apoi observă o cataractă mare de ceață, în care se deschide o intrare. Localnicul luat cu ei moare atunci când o figură albă imensă apare în fața lor.
Aici, romanul se încheie brusc. Un post-scriptum scurt, aparent scris de editorii cărții, compară semnele din labirint și de pe pereți remarcate de Pym cu litere și hieroglife arabe și egiptene cu sensurile „umbrit”, „alb” și „Regiunea de Sud”.

## Personaje
- Arthur Gordon Pym - protagonistul și personajul titular al romanului. Este fiul unui negustor furnizor al Marinei din Nantucket și nepotul unui avocat bogat. Dornic de aventuri, el se îmbarcă pe ascuns pe corabia Grampus, comandată de căpitanul Barnard, tatăl celui mai bun prieten al său.
- augustus Barnard - fiul unui căpitan de balenieră. Este prietenul cel mai bun al lui Arthur Gordon Pym, având cu aproape doi ani mai mult decât el.
- Dick Peters - maistru pe Grampus, care se alătură răsculaților. Metis de origine, el este fiul unui negustor de blănuri și al unei indience. Are o forță herculeană, în ciuda faptului că este mic de statură, și poartă o perucă din blană de animal. Începe să regrete că a luat parte la revoltă și preia controlul asupra navei, împreună cu Pym și cu Augustus.
- Richard Parker - marinar de pe Grampus, singurul supraviețuitor al grupului condus de secundul navei. El este cruțat pentru a ajuta la manevrarea corăbiei în furtună.
- Tiger (în traducere Tigru) - câinele lui Pym, din rasa Terra Nova. A fost îmbarcat în secret pe Grampus de către Augustus.
- Guy - căpitanul navei Jane Guy, coproprietar al vasului; un om cu purtări alese și cu multă experiență în negoț, dar ezitant și lipsit de energie.
- Too-Wit - conducătorul tribului de sălbatici de pe insula Tsalal. Se manifestă inițial binevoitor față de marinarii de pe Jane Guy pentru ca apoi să-și dovedească viclenia și cruzimea.
- Nu-Nu - localnic de pe insula Tsalal, luat ostatic de Pym și Peters la plecarea lor de pe insulă. Moare atunci când o figură albă imensă apare în fața lor, la finalul romanului.

## Scrierea și publicarea romanului

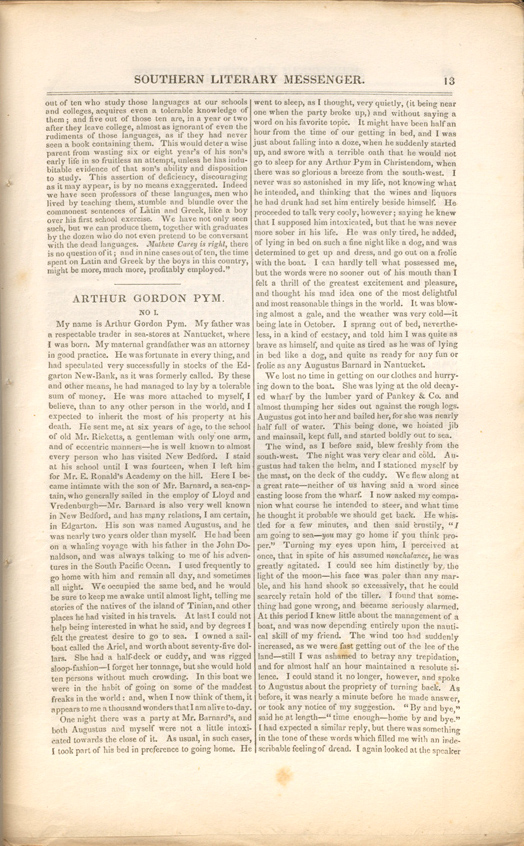
Prima parte a versiunii serializate a Aventurilor lui Arthur Gordon Pym a apărut în Southern Literary Messenger în ianuarie 1837.

În anii 1830, Poe a vrut să adune o serie de povestiri mai vechi într-un volum intitulat Tales of the Folio Club. Culegerea de povestiri avea să fie unificată sub forma unei serii de povestiri prezentate de membrii unui club literar considerat burlesc de critica literară modernă. Anterior, Poe publicase o parte dintre aceste povestiri în Philadelphia Saturday Courier și Baltimore Saturday Visiter. Editorul James Kirke Paulding a încercat să îl ajute să își publice culegerea de povestiri, dar a fost refuzat de cei de la Harper & Brothers, care au argumentat că înclinația cititorilor era spre opere simple și lungi în genul romanelor. Ei au apreciat că „dacă [Poe] s-ar coborî puțin la nivelul înțelegerii obișnuite a majorității cititorilor și ar pregăti... o singură operă... vor ajunge la o înțelegere liberală și satisfăcătoare cu el”, sugerându-i „în cazul în care alte angajamente îi permit... să realizeze o poveste în două volume, deoarece acesta este numărul magic”. Răspunsul celor de la Harper & Brothers l-a determinat pe Poe să înceapă lucrul la o operă de mari dimensiuni, aceasta fiind Aventurile lui Arthur Gordon Pym.
Poe a aranjat cu șeful său de la Southern Literary Messenger să publice romanul în foileton, plătindu-i 3$ pe pagină, dar a părăsit publicația pe 3 ianuarie 1837, după ce apăruseră deja câteva episoade; unii biografi sunt de părere că Poe a fost concediat, iar asta l-a determinat să abandoneze romanul. Despărțirea de Messenger a constituit începutul unei „perioade albe” în care nu a prea publicat și a suferit de lipsa unui loc de muncă, sărăcie și lipsa succesului literar. Poe și-a dat seama destul de repede că scrierea unei cărți devenise o decizie capitală pentru cariera sa, pentru că nu avea un serviciu stabil și pentru că economia suferea de pe urma Panicii din 1837. El s-a hotărât să includă călătoria spre Antarctica pentru a valorifica interesul subit și în creștere al publicului față de acest subiect. După ce s-a căsătorit cu Virginia Clemm, Poe și-a petrecut iarna și primăvara următoare lucrând în New York la manuscrisul acestui roman. El a câștigat o mică sumă de bani prin luarea în chirie a unui anume William Gowans. În cele cincisprezece luni petrecute de el la New York în acel climat economic dur, Poe a publicat doar două povestiri: „Von Jung, the Mystific” și „Siope. A Fable”. Editorii de la Harper & Brothers anunțaseră că romanul lui Poe avea să apară în luna mai a anului 1837, dar Panica i-a obligat să amâne publicarea. Romanul a apărut în cele din urmă sub titlul The Narrative of Arthur Gordon Pym of Nantucket în iulie 1838, dar nu a menționat numele lui Poe, fiind prezentat ca o poveste relatată de însuși Pym. Poe s-a scuzat pentru versiunea anterioară în foileton, comentând că Messenger a transformat-o în mod eronat „într-o ficțiune”. Așa cum recomandaseră cei de la Harper & Brothers, romanul a fost împărțit în două volume, subtitlul complet fiind:
„Comprising the Details of Mutiny and Atrocious Butchery on Board the American Brig Grampus, on Her Way to the South Seas, in the Month of June, 1827. With an Account of the Recapture of the Vessel by the Survivers; Their Shipwreck and Subsequent Horrible Sufferings from Famine; Their Deliverance by Means of the British Schooner Jane Guy; the Brief Cruise of this Latter Vessel in the Atlantic Ocean; Her Capture, and the Massacre of Her Crew Among a Group of Islands in the Eighty-Fourth Parallel of Southern Latitude; Together with the Incredible Adventures and Discoveries Still Farther South to Which That Distressing Calamity Gave Rise.”
Prima publicare peste ocean a romanului a avut loc după doar câteva luni, când a apărut la Londra fără permisiunea lui Poe, iar paragraful final a fost omis. Această apariție timpurie a stârnit interesul britanicilor pentru Poe.

### Traduceri în limba română
Prima traducere în limba română a fost realizată de un autor anonim și publicată în 1921 sub titlul Aventurile extraordinare ale lui Arthur Gordon Pym de către Editura Gutenberg din București. Această primă traducere este făcută după traducerea franceză realizată în 1858 de Charles Baudelaire, fiind preluate chiar și titlurile de capitole intercalate de poetul francez. O altă traducere anonimă a fost publicată în anul 1942 (sau anterior) sub titlul Aventurile lui Gordon Pym de către Editura Institutului de Arte Grafice „Eminescu” S.A. din București, în Colecția „Romanele alese”. 
Romanul a mai fost tradus de Mircea Alexandrescu și Marius Măgureanu; traducerea a fost publicată în 1958 sub titlul Aventurile lui Gordon Pym de Editura Tineretului din București, cu un cuvânt înainte semnat de Mihu Dragomir, și retipărită în 2004 de către Editura Prut Internațional din Chișinău, fără cuvântul înainte și cu ilustrații de Olga Diaconu. 
Alte traduceri au fost realizate de Mircea Alexandrescu (publicată în 1965 sub titlul Aventurile lui Arthur Gordon Pym din Nantucket de Editura pentru Literatură din București, Colecția BPT, cu o prefață de Matei Călinescu, și retipărită în 1970 sub titlul Aventurile lui Gordon Pym de Editura Dacia din Cluj, Colecția Ultimatum; această traducere este o reeditare revizuită a traducerii din 1958 în care sunt adăugate note explicative), de Cristina Jinga (publicată în 2004 sub titlul Aventurile lui Arthur Gordon Pym de Editura Corint din București; retipărită în 2007) și de Liviu Cotrău (publicată în 2008 sub titlul Povestea lui Arthur Gordon Pym de Editura Polirom din Iași; ediție ilustrată retipărită în 2013).

## Surse

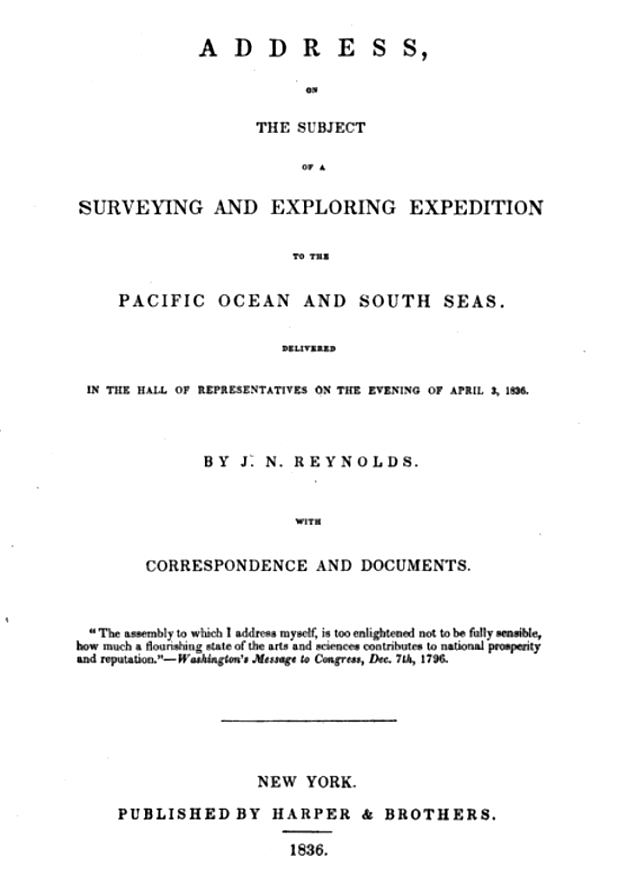
Address on the Subject of a Surveying and Exploring Expedition to the Pacific Ocean and the South Seas (1836) a exploratorului Jeremiah N. Reynolds a avut o mare influență asupra romanului lui Poe.

## Analiză
Una dintre cele mai puțin accesibile opere ale lui Poe, Aventurile lui Arthur Gordon Pym, s-a sustras unei interpretări universal acceptate. Eruditul Scott Peeples scria că este „în același timp o falsă narațiune de explorare non-ficțională, saga de aventuri, bildungsroman, păcăleală, plagiat de jurnal de călătorie și alegorie spirituală” și „unul dintre cele mai derutante texte majore ale literaturii americane”. Biograful James M. Hutchisson scrie că intriga „urcă pe noi culmi de ingenuitate ficțională și coboară în noi abisuri de prostie și absurditate” în același timp. Unul dintre motivele confuziei vine din mulțimea erorilor de continuitate din cadrul romanului. De exemplu, Pym notează că faptul de a sparge o sticlă pe când era captiv i-a salvat viața, deoarece sunetul l-a avertizat de prezența sa pe Augustus, care îl căuta. Pe de altă parte, Pym notează că Augustus nu i-a spus asta decât „după trecerea multor ani”, deși Augustus moare după opt capitole. Cu toate acestea, mare parte a romanului are o intrigă bine pusă la punct. Romancierul John Barth remarcă, de exemplu, că mijlocul romanului coincide cu momentul în care Pym ajunge la Ecuator, mijlocul globului.
Poe descifrează hieroglife în roman, iar eruditul Shawn Rosenheim crede că acest lucru a precedat interesul lui Poe pentru criptografie. Chiar și pictogramele ar putea fi inspirate de The Kentuckies in New-York (1834) a lui William Alexander Caruthers, unde scrierile similare sunt opera unui sclav negru.
Spre deosebire de celelalte povești despre călătorii pe mare ale lui Poe (de exemplu „Manuscris găsit într-o sticlă”), Pym face această călătorie cu un scop. S-a sugerat că voiajul are legătură cu stabilirea identității naționale americane și cu descoperirea propriei identități. În cadrul romanului, Poe se referă la efectul alcoolului asupra oamenilor. De exemplu, episodul introductiv demonstrează că un om beat poate arăta perfect treaz, pentru ca în clipa următoare să se vadă efectele alcoolului. O asemenea descriere reprezintă o versiune micșorată a ideii principale a romanului, care se focalizează pe contradicția dintre haos și ordine. Chiar și natura pare nenaturală. De exemplu, apa este foarte diferită la sfârșitul romanului, apărând ori colorată ori „nenatural de limpede”. Soarele strălucește la sfârșit „cu un luciu galben bolnăvicios care nu emite suficientă lumină”, înainte de a părea că se stinge.

### Elemente autobiografice
Unele elemente ale romanului sunt citite deseori ca o autobiografie. Romanul începe cu Arthur Gordon Pym, un nume similar cu Edgar Allan Poe, plecând din orașul Edgartown, Massachusetts, amplasat pe insula Martha's Vineyard. În această interpretare, protagonistul navighează de fapt departe de el însuși sau de ego-ul său. Al doilea prenume „Gordon”, care înlocuiește numele de legătură dintre Poe și familia Allan, a devenit o referință la George Gordon Byron, un poet pe care Poe îl admira foarte mult. Scena în care Pym se deghizează ca să nu fie recunoscut de bunicul său, deși își dorește să îi moștenească averea, indică dorința lui Poe de a se rupe de obligațiile familiale și, mai ales, disprețul față de patrimoniul tatălui său adoptiv, John Allan.
Și datele sunt relevante în această lectură autobiografică. Conform textului, Pym sosește pe insula Tsalal pe 19 ianuarie — ziua de naștere a lui Poe. Erudiții, printre care se numără Burton R. Pollin și Richard Wilbur, sugerează că personajul Augustus își are originea în prietenul din copilărie a lui Poe, Ebenezer Burling, sau în fratele lui Poe, William Henry Leonard Poe, care a lucrat ca marinar în America de Sud și în alte părți la bordul navei USS Macedonian. În roman, data morții lui Augustus corespunde celei a morții fratelui lui Poe. În primul capitol apare barca cu pânze a lui Pym, Ariel - acesta fiind numele unui personaj jucat cândva de mama autorului, Eliza Poe, precum și numele ambarcațiunii lui Percy Bysshe Shelley, pe care a murit, numită inițial Don Juan  în onoarea lordului Byron.

### Probleme rasiale
Unul dintre aspectele analizei critice a poveștii se concentrează pe implicațiile rasiste ale intrigii și descrierilor lui Poe. Un astfel de element în discuție îl constituie bucătarul negru care conduce revolta de pe Grampus și este cel mai însetat de sânge participant. Dirk Peters, un metis între un alb și un indian, este descris ca având un aspect feroce, cu dinți lungi, proeminenți, picioare crăcănate și un cap chel precum „capul majorității negrilor”. Albul strălucitor al figurii finale a romanului contrastează cu sălbaticii cu pielea întunecată, ceea ce poate aminti de escaladarea tensiunilor rasiste asupra chestiunii sclaviei care avea loc în Statele Unite în vremea în care Poe lucra la roman. Mai mult, romanul pornește de la prezumția foarte răspândită la vremea aceea că oamenii cu pielea întunecată sunt oarecum inferiori. Unul dintre criticii rasismului prezent în Aventurile lui Arthur Gordon Pym este autoarea Toni Morrison. În „Playing in the Dark: Whiteness and the Literary Imagination”, Morrison discută felul în care prezența africană din roman este folosită ca și un contrast față de care autorul definește „albul”, „libertatea” și „individualitatea”. Explorând descrierea personajelor africane în literatura americană scrisă de albi, Morrison scria „niciun alt scriitor american din perioada de început nu este mai important ca Poe în ceea ce privește conceptul afro-american” datorită importanței date simbolismului albului și negrului în romanul lui Poe. Acest simbolism rasial este explorat mai departe în Pym (2011), satira fantasy a lui Mat Johnson.

### Finalul

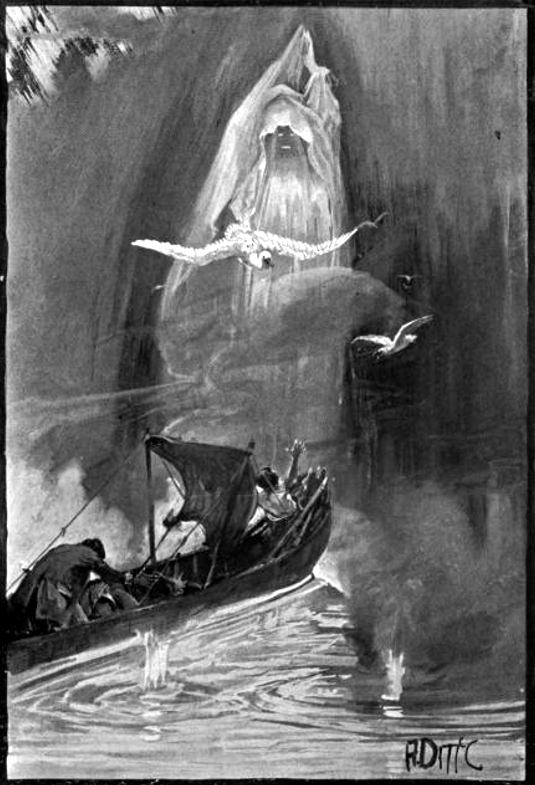
„Dar iată că dinainte-ne se ivește un chip omenesc înfășurat într-un lințoliu și omul acesta e cu mult mai mare decât oricare alt pământean”, 1898, ilustrație de A. D. McCormick

Romanul se încheie brusc cu apariția unei figuri bizare, acoperite, având pielea de „acea desăvârșită albeață a zăpezii”. Mulți cititori nu au fost mulțumiți de acest final deoarece, după cum scria urmașul scriitorului, Harry Lee Poe, „nu se potrivea cu finalul limpede pe care îl așteptau de la un roman”. Este posibil ca Poe să fi lăsat intenționat finalul deschis speculațiilor. Unii dintre cei care i-au studiat opera au sugerat că finalul servește ca o concluzie simbolică a călătoriei spirituale a lui Pym, în timp ce alții au spus că Pym a murit în scena cu pricina, iar povestea sa este relatată oarecum postum. Astfel, Pym ar fi murit în repovestirea aventurii în exact același punct în care ar fi murit în aventura reală. Ca și alte personaje din opera lui Poe, Pym pare să se resemneze cu soarta sa, oricare ar fi ea. Biograful Kenneth Silverman notează că figura radiază ambivalență și nu este clar dacă vrea să fie un simbol al distrugerii sau al protecției.
Golul care se cască în mare în ultimele momente ale cărții este o consecință a Teoriei Pământului Scobit. Astfel, zona din apropierea polului este surprinzător de caldă, așa cum credea Symmes, în loc să fie rece. Symmes credea și că în scobitura pământului ar exista civilizații, iar figura care apare la sfârșit ar putea fi semnul unei asemenea civilizații aflate în apropierea polului.

## Semnificație literară și opinii critice
Recenziile contemporane ale Aventurilor lui Arthur Gordon Pym au fost în marea lor majoritate nefavorabile. La cincisprezece luni de la publicare, cartea a fost recenzată de Lewis Gaylord Clark, un autor care îl dușmănea pe Poe. Recenzia, apărută în The Knickerbocker descria cartea ca fiind „relatată într-un stil liber, șchiopătat, care rareori se intersectează cu orice element al grației obișnuite a compoziției”. Clark a continuat: „Cu toate defectele sale, opera aceasta prezintă un interes deosebit, nu în ultimul rând pentru că e prea arbitrar umplută cu scene oribile cu sânge și lupte”. Mulți recenzori au comentat pe marginea excesului de scene violente. Pe lângă sublinierea detaliilor înfiorătoare ale cărții, o recenzie apărută în Burton's Gentleman's Magazine (posibil scrisă de William Evans Burton) critica descrierile geografice împrumutate și detaliile greșite legate de navigație. Recenzorul a considerat-o o păcăleală literară și a numit-o „o încercare nerușinată de înșelare a publicului”, regretând „legătura dintre numele d-lui Poe și o ignoranță și o nerușinare atât de mari”. Poe i-a scris ulterior lui Burton că a fost de acord cu recenzia, comentând că „în principiu a fost corectă” și că romanul era „o carte prostească”. Alte recenzii au condamnat tentativa de a prezenta o poveste adevărată. Un recenzor de la Metropolitan Magazine nota că, deși povestea era bună ca ficțiune, „când o prezinți publicului ca pe un lucru adevărat nu poate apărea într-o altă lumină decât aceea a unui eșec — o încercare nerușinată de a profita de credulitatea celui ignorant”. Cu toate acestea, unii cititori, mai ales britanici, au crezut că anumite pasaje din romanul lui Poe sunt adevărate, justificând absurditatea cărții prin presupunerea că autorul Pym a exagerat adevărul. Editorul George Putnam remarca ulterior că „liste întregi cu aceste noi descoperiri, inclusiv hieroglifele (!) găsite pe stânci, au fost copiate de multe ziare britanice ca adevăruri istorice incontestabile”.
De partea cealaltă, renumitul scriitor argentinian din secolul al XX-lea Jorge Luis Borges, care a declarat că Poe l-a influențat foarte mult, a lăudat romanul ca fiind „cea mai bună operă a lui Poe”. H. G. Wells considera că „Pym ne arată ce își putea imagina cu un secol în urmă despre regiunea polară sudică o minte foarte inteligentă”. Cu toate acestea, majoritatea erudiților nu s-au angajat în discuții sau analize serioase ale romanului până în anii 1950, deși mulți cercetători literari din Franța au recunoscut valoarea operei mai repede.
Eșecul financiar și literar al Aventurilor lui Arthur Gordon Pym a constituit un punct de cotitură în cariera lui Poe. În primul rând, l-a împins către slujbe literare care i-au adus bani, dintre care se remarcă rolul controversat de editor la The Conchologist's First Book din aprilie 1839. El a mai scris și o serie scurtă intitulată „Literary Small Talk” pentru o nouă revistă cu sediul în Baltimore intitulată American Museum of Science, Literature and the Arts. Având nevoie de slujbă, Poe a acceptat să lucreze pentru salariul modest de 10$ pe săptămână ca redactor asistent la Burton's Gentleman's Magazine, în ciuda recenziei negative făcute romanului său. De asemenea, și-a concentrat din nou atenția asupra povestirilor, următoarea carte publicată de el fiind antologia Tales of the Grotesque and Arabesque în 1840.

## Influența și moștenirea

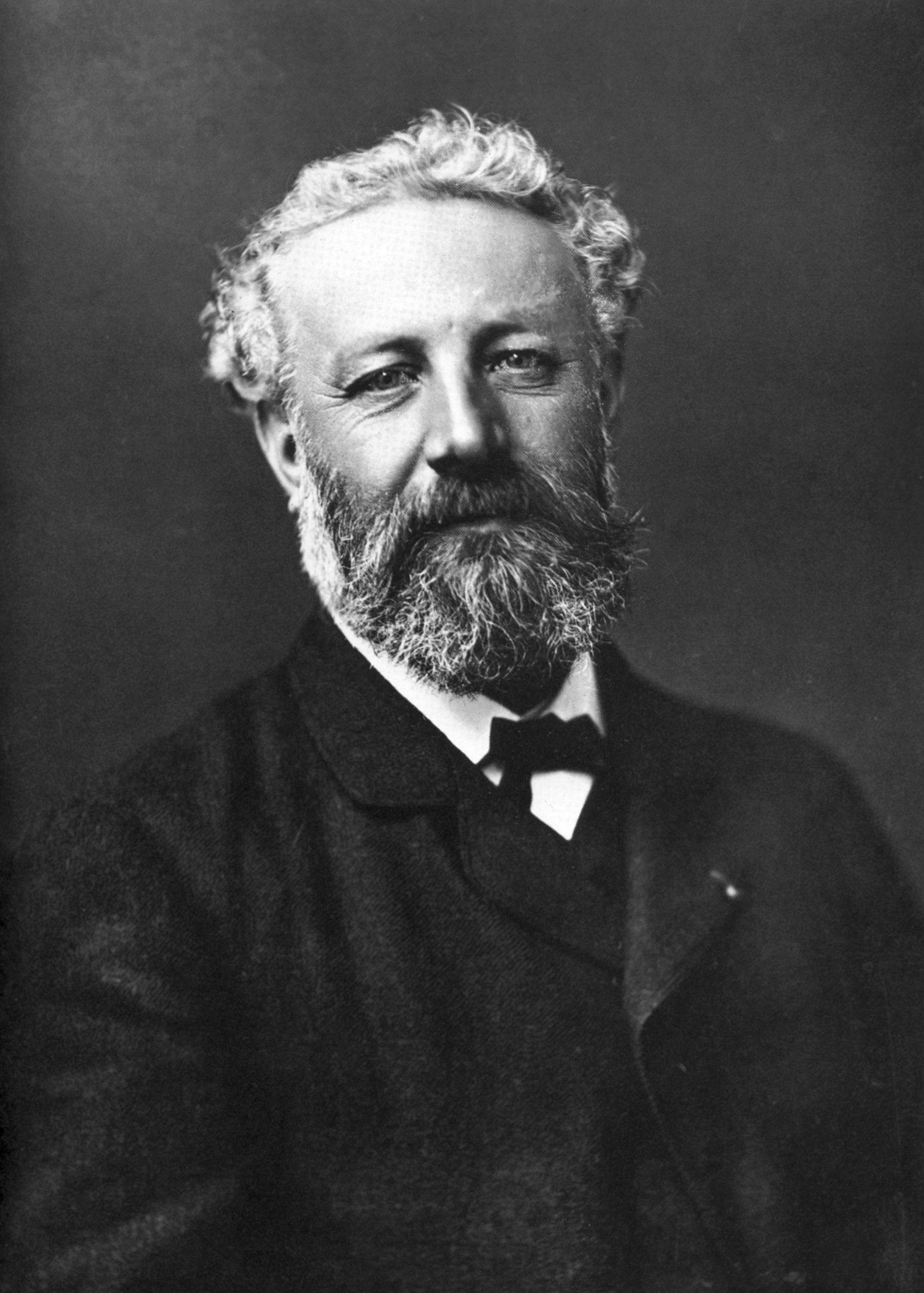
Romanul lui Poe i-a inspirat pe unii scriitori care l-au succedat, printre aceștia numărându-se și Jules Verne.

### Secolul al XIX-lea
Cei care i-au studiat opera, printre care Patrick F. Quinn și John J. McAleer, au remarcat paralele între romanul Moby Dick (1851) al lui Herman Melville și Aventurile lui Arthur Gordon Pym și alte opere ale lui Poe. Quinn observa că există atât de multe similitudini încât Melville trebuie să fi aprofundat romanul lui Poe sau, dacă nu, ar fi vorba despre „unul dintre cele mai ciudate accidente din istoria literaturii”. McAleer considera că povestirea „Prăbușirea Casei Usher” a lui Poe a inspirat „caracterul discutabil al lui Ahab” din Moby-Dick. Jack Scherting a constatat și el similitudini între Moby Dick și „Manuscris găsit într-o sticlă”.
Aventurile lui Arthur Gordon Pym a devenit una dintre cele mai traduse opere ale lui Poe, numărând până în 1978 peste 300 de ediții, adaptări și traduceri. Romanul a avut o influență deosebită în Franța. Poetul francez Charles Baudelaire l-a tradus în 1857 cu titlul Les Aventures d' Arthur Gordon Pym și a fost inspirat de el în scrierea poeziilor sale. „Voyage to Cythera” rescrie o parte a romanului în care păsările consumă carne de om.
Autorul francez Jules Verne l-a admirat profund pe Poe și a scris în 1864 studiul Edgar Poe et ses oeuvres. Este posibil ca povestirea „Săptămâna cu trei duminici” a lui Poe să fi inspirat romanul vernian Ocolul Pământului în optzeci de zile (1873). În 1897, Verne a publicat o continuare a Aventurilor lui Arthur Gordon Pym intitulată  Sfinxul ghețarilor. La fel ca în romanul lui Poe, Verne încearcă să prezinte o operă de ficțiune imaginativă ca pe o poveste credibilă, incluzând detalii reale. Romanul în două volume descrie aventurile vasului Halbrane, al cărui echipaj vrea să afle ce s-a întâmplat cu Pym.
O continuare neoficială a Aventurilor lui Arthur Gordon Pym o reprezintă romanul A Strange Discovery (1899) al lui Charles Romeyn Dake, în care naratorul, doctorul Bainbridge, relatează povestea auzită de la pacientul său, Dirk Peters, despre călătoria făcută de acesta în Antarctica, alături de Gordon Pym, incluzând și o discuție pe marginea poemului „Corbul” al lui Poe.

### Secolul al XX-lea
Prințul Amerigo din romanul Cupa de aur (1904) al lui Henry James amintește despre Aventurile lui Arthur Gordon Pym: „Își amintea că citise în copilărie o poveste minunată scrisă de Allan Poe ... care era o dovadă a imaginației pe care o pot avea americanii: povestea naufragiatului Gordon Pym, care ... a găsit ... un aer alb dens ... de culoarea laptelui sau a zăpezii”.
Romanul lui Poe l-a influențat și pe H. P. Lovecraft, a cărui nuvelă La poalele muntelui nebuniei (1936) urmează o direcție tematică similară și împrumută strigătul tekeli-li din roman. RPG-ul Beyond the Mountains of Madness lansat de Chaosium în 1999 este o continuare a nuvelei lui Lovecraft și include un „final lipsă” al romanului lui Poe, în care Pym întâlnește câteva creaturi lovecraftiene în așezarea lor antarctică.
Pictura Not to be Reproduced (1937) a lui Rene Magritte prezintă o copie a cărții lui Poe în partea dreaptă jos. 
O altă continuare franțuzească a fost La Conquête de l'Eternel (1947) de Dominique André.
Romanul A Void (1969) al lui Georges Perec, remarcabil prin faptul că nu conține nici măcar un e, conține o rescriere fără e a poemului lui Poe „Corbul”, care îi este atribuită lui Arthur Gordon Pym pentru a evita folosirea numeroșilor e prezenți în numele lui Poe.
Pe 5 mai 1974 scriitorul și jurnalistul Arthur Koestler a publicat în The Sunday Times o scrisoare de la cititorul Nigel Parker despre o coincidență izbitoare între o scenă din romanul lui Poe și un eveniment real care s-a petrecut cu câteva zeci de ani mai târziu: În 1884, iahtul Mignonette s-a scufundat, iar patru oameni din echipaj au plutit în derivă. Au tras la sorți pentru a decide care dintre ei ar trebui să fie sacrificat ca hrană pentru ceilalți trei, la fel ca și în romanul lui Poe. Cel care a pierdut a fost un marinar pe nume Richard Parker, ce avea prin coincidență același nume cu personajul fictiv al lui Poe. Camarazii lui Parker, Tom Dudley și Edwin Stephens, au fost ulterior judecați pentru crimă într-un proces de drept comun ce a stabilit un precedent, renumitul R v Dudley and Stephens.
În jurnalul de călătorie a lui Paul Theroux, The Old Patagonian Express (1979), autorul îi citește lui Jorge Luis Borges pasaje din Aventurile lui Arthur Gordon Pym. Theroux descrie cartea ca fiind „cea mai înfiorătoare” poveste pe care a citit-o vreodată. 
În romanul City of Glass (1985) al lui Paul Auster, personajul principal Quinn are o revelație care îl face să se gândească la descoperirea hieroglifelor stranii din finalul romanului lui Poe.
Într-o carte de benzi desenate din 1988 aparținând seriei Young All-Stars și scrisă de Roy și Dann Thomas, Arthur Gordon Pym este un explorator din secolul al XIX-lea care a descoperit dispăruta civilizație arctică a extratereștrilor Dyzan. Pym merge mai departe și devine căpitanul Nemo al lui Jules Verne, scufundând în cele din urmă RMS Titanic. Povestea apelează și la elemente din romanul Vril (1871) al lui Edward Bulwer-Lytton.

### Secolul al XXI-lea
Yann Martel și-a numit un personaj din romanul câștigător al premiului Man Booker Life of Pi (2001) după personajul fictiv al lui Poe, Richard Parker. Romanul Pym (2011) al lui Mat Johnson este o fantezie satirică bazată pe politicile rasiste din Statele Unite care se inspiră din Aventurile lui Arthur Gordon Pym, apropiindu-se din punct de vedere al structurii de textul original.
Formația de funeral doom metal Ahab și-a conceput albumul The Giant (2012) pornind de la Aventurile lui Arthur Gordon Pym.